# Szymanów (gmina)
Szymanów (od 1973 Teresin) – dawna gmina wiejska istniejąca do 1954 roku w woj. warszawskim. Siedzibą władz gminy był Szymanów.
W okresie międzywojennym gmina Szymanów należała do powiatu sochaczewskiego w woj. warszawskim. Po wojnie gmina zachowała przynależność administracyjną. 1 lipca 1952 roku do gminy Szymanów przyłączono część obszaru gminy Pass (gromady Stelmachowo i Trzciniec). Według stanu z 1 lipca 1952 roku gmina Szymanów składała się z 36 gromad. Na terenie gminy Szymanów znajdowała się eksklawa gminy Kozłów Biskupi.
Gminę zniesiono 29 września 1954 roku wraz z reformą wprowadzającą gromady w miejsce gmin. Jednostki nie przywrócono 1 stycznia 1973 roku po reaktywowaniu gmin, utworzono natomiast jej terytorialny odpowiednik, gminę Teresin.